# Halma (Wallonie)
Pour les articles homonymes, voir Halma.
Halma (en wallon Almåu) est une section de la commune belge de Wellin située en Région wallonne dans la province de Luxembourg.

## Étymologie
L'étymologie du nom Halma est incertaine. Le nom "Halmarchia" est formé de "marchia" qui est la forme latinisée du mot germanique "marka" et désigne un " pré fangeux". En ce qui concerne le mot "hal", il remonte d'après Albert Carnoy, au moyen-néerlandais "hael" qui signifie sec, desséché. Halma serait donc une "frange sèche". Cependant, cette traduction est contestée par le linguiste allemand Ernst Gamillscheig. Pour lui, "hal" provient de "halo" (nom d'une personne) et donc Halma serait "le pré de Halo".

## Géographie

### Géologie[2]
Le village a pour particularité géologique d’être à la frontière entre l'Ardenne et la Famenne. C'est-à-dire à cheval entre le Dévonien inférieur et moyen.
Dans un axe grossièrement sud-nord, nous retrouvons d'abord des couches de schistes et de quartzites verdâtres datant du Gedinnien. En avançant vers le nord, les roches sont formées par des schistes et des quartzites bleutées datant du Praguien. En progressant vers le nord, on rencontre le dernier étage ardennais, l'Emsien. Celui-ci est divisé en 3 sous-étages. L'inférieur est présent avec quartzites bleues et vertes qui alternent avec des schistes de mêmes couleurs. Le sous-étage moyen présente quant à lui des schistes violets "lie de vin". Enfin, l'Emsien supérieur est caractérisé par des schistes gris et verdâtres riches en fossiles notamment l'Arduspirifer arduennensis.
Cela termine la partie ardennaise du village, en poursuivant vers le nord, des roches avec des caractéristiques différentes affleurent, ce sont des calcaires argileux, des schistes gréseux et du grès. Ces couches de roches datent du Couvinien.

## Évolution démographique
- Source: DGS, 1831 à 1970=recensements population, 1976= habitants au 31 décembre

## Histoire
Halma est nommé pour la première fois dans un acte conclu le 2 octobre 925, entre un certain chevalier franc, "Lambert", et le comte Gislebert, abbé de Stavelot.  En échange d'un manse situé entre les villages Resteigne et de Chanly, l'abbé cède au chevalier Lambert un manse de 34 bonniers (environ 80 ares) sur le ban de Wellin au village nommé Halmarchia.
"In Wallinio... in villa que nominatur Halmarchia super fluvium quod vocatur Letia"
"A Wellin... dans un domaine qui est dénommé Halma sur une rivière qui est appelée Lesse"
De 1823 au 14 août 1899, Halma (avec Neupont) était une section de la commune de Chanly.
De 1899 jusqu'à la fusion des communes de 1977, Halma était, avec le hameau de Neupont, une commune à part entière.

## Patrimoine et culture

### Patrimoine architectural

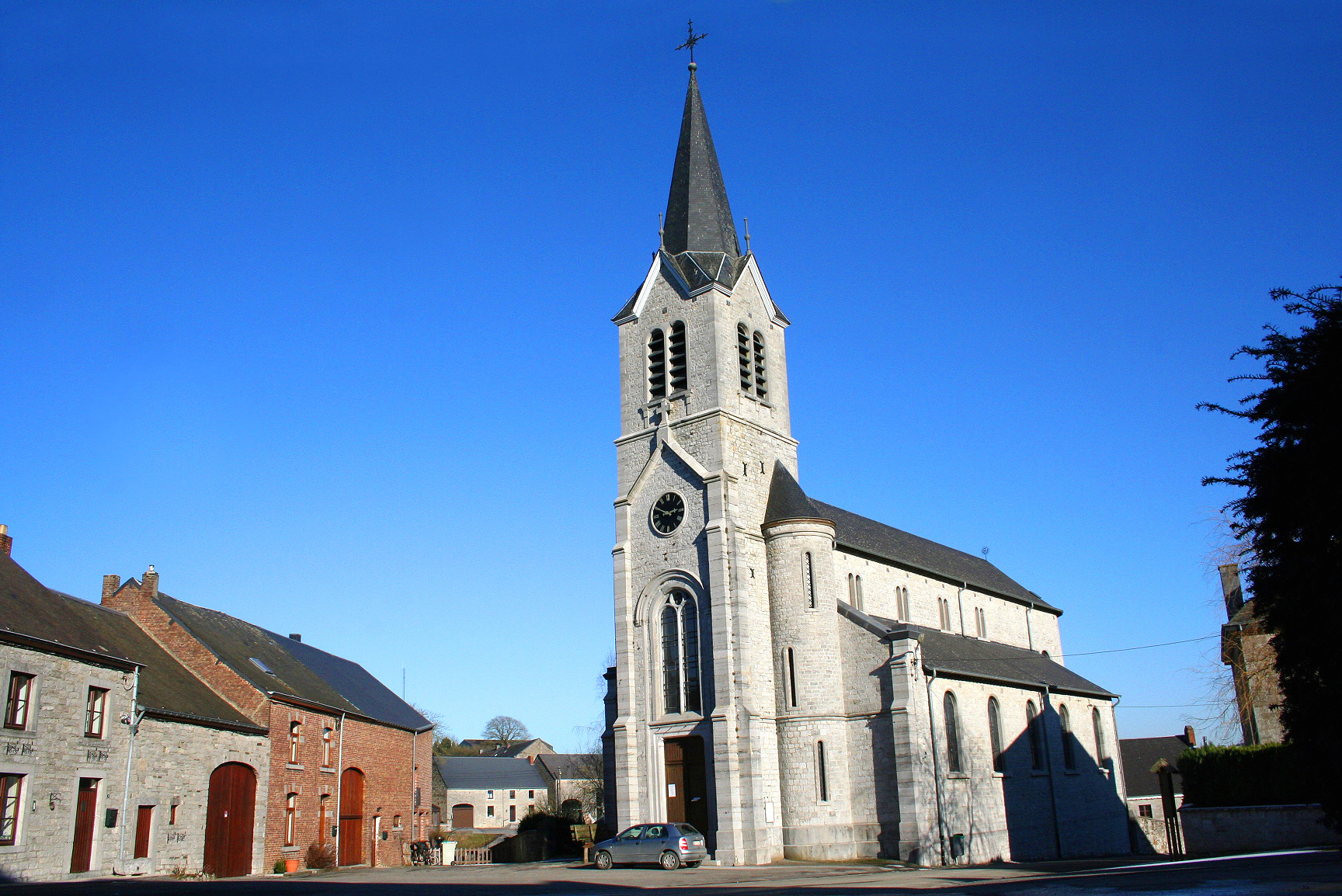
L’église Saint-Remacle.

L'église a pour patron saint Remacle.